# 박주희 (정치인)
박주희(朴珠喜, 1974년 8월 6일 ~ )은 대한민국의 제9대 제주특별자치도의원이었다.

## 학력
- 제주북국민학교 졸업
- 제주여자중학교 졸업
- 신성여자고등학교 졸업
- 제주대학교 식품영양학과 학사 졸업

### 비학위 수료
- 탐라대학교 대학원 사회복지학과 석사 졸업

## 경력
- 제주장애인자립생활센터 해피로그 팀장
- 국민참여당 제주도당 여성위원장
- 국민참여당 제주도당 갑지역위원회 위원장
- 2010.07 ~ 2014.06 제9대 제주특별자치도의회 의원
- 2010.07 ~ 2012.06 제9대 제주특별자치도의회 전반기 복지안전위원회 간사
- 제주복지공동체포럼 대표
- 6.15공동선언실천 남측위원회 제주본부 자문위원
- 제15기 민주평화통일자문회의 자문위원
- 제주영지학교 운영위원회 위원
- 2010.09 제9대 제주특별자치도의회 해군기지건설갈등해소특별위원회 위원
- 2011.07 ~ 2012.06 제9대 제주특별자치도의회 예산결산특별위원회 위원
- 2011.08 국민참여당 비상근 부대변인
- 2015.07 ~ 한국장애인인권포럼 장애인정책모니터링센터 소장
- 2015.07 ~ 제4대 장애인야간학교 교장

## 역대 선거 결과
| 실시년도 | 선거      | 대수 | 직책   | 선거구         | 정당       | 득표수   | 득표율         | 순위         | 당락 | 비고           |
| -------- | --------- | ---- | ------ | -------------- | ---------- | -------- | -------------- | ------------ | ---- | -------------- |
| 2010년   | 지방 선거 | 9대  | 도의원 | 제주특별자치도 | 국민참여당 | 26,558표 | \| \| 9.90% \| | 비례대표 1번 |      | 초선, 민선 5기 |
|          | 9.90%     |      |        |                |            |          |                |              |      |                |